# 兰州府文庙
36°03′23″N 103°49′30″E / 36.05639°N 103.82500°E
兰州府文庙是清代甘肃省兰州府的府学文庙，原址在今兰州市第二中学，占地面积约两万平方米。现仅存大成殿，是甘肃省文物保护单位。

## 历史
兰州府文庙始建于元顺帝至正五年（1345年），由知州姚谅创建为州学。明太祖洪武二年（1369年）改县学，洪武八年（1375年），知县黄镇重修。明英宗正统十三年（1448年），又改为州学，指挥使李进重修。明世宗嘉靖三十八年（1559年）和神宗万历二十九年（1601年），分别由兵备副使彭灿和兵备副使靳州俊两次重修。清圣祖康熙六年（1667年），巡抚刘斗再次补修。
清高宗乾隆五年（1740年），甘肃省行政中心由临洮迁至兰州，文庙始称兰州府文庙。
抗战期间的民国二十八年（1939年），东南沿海沦陷区难民流落兰州，兰州市政府为安置流亡难民，欲占用文庙内数十间空房。为保护文庙，当时开展文化、慈善及社会公益事业的“兰州八社”（即兰州兴文社、陇右实业、待兴社、陇右乐善书局、皋兰同仁局、五泉图书馆、全陇希社、兰州修学社兰州尊孔社）中的全陇希社联络其他七社理事，决议创办“兰州私立志果中学”，“志果”二字为纪念甘肃学者、翰林刘尔炘（字果斋）。学校聘请时任甘肃临时参议会秘书长、尊孔社理事长的留美冶金博士赵元贞担任校长。
1950年，“兴文中学”并入兰州志果中学，学校更名“兰州建国中学”。1953年4月，学校改为公立，并改名“兰州市第二中学”，沿用至今。文革时期，文庙建筑遭到严重破坏。文庙除大成殿保存完整外，其余建筑均改建为市第二中学的教学、办公及教职工宿舍楼群。

## 建筑
兰州府文庙的范围，东至曹家巷，西至绸铺街（今酒泉路北段），南至原兰州内城南墙根的文庙巷（在今世纪春天商场北侧），北至学院街（今武都路东端）。大成殿是文庙核心建筑，坐落在文庙北侧，建于明代。大成殿周围有尊经阁、崇圣祠、敬一亭、明伦堂、典诗斋、立礼斋、乡贤祠、名宦祠、节孝祠、献台、乐台、学宫等附属建筑。大成殿前还有戟门、棂星门、泮池等。泮池上有功名桥，且建有一木制牌坊，上书“青霄直上”四字。
大成殿坐北朝南，为木结构七楹双檐殿庑式建筑。殿正中供奉至圣先师孔子坐像，其他儒家圣贤配享。殿前楹柱上，有兰州翰林刘尔炘所撰楹联：“譬如天地之无不持者，凡有血气者莫不尊亲”。
大成殿前左右，立有康熙御制的平定逆漠碑、平定青海碑、平定准噶尔碑和平定回部碑四通石碑。

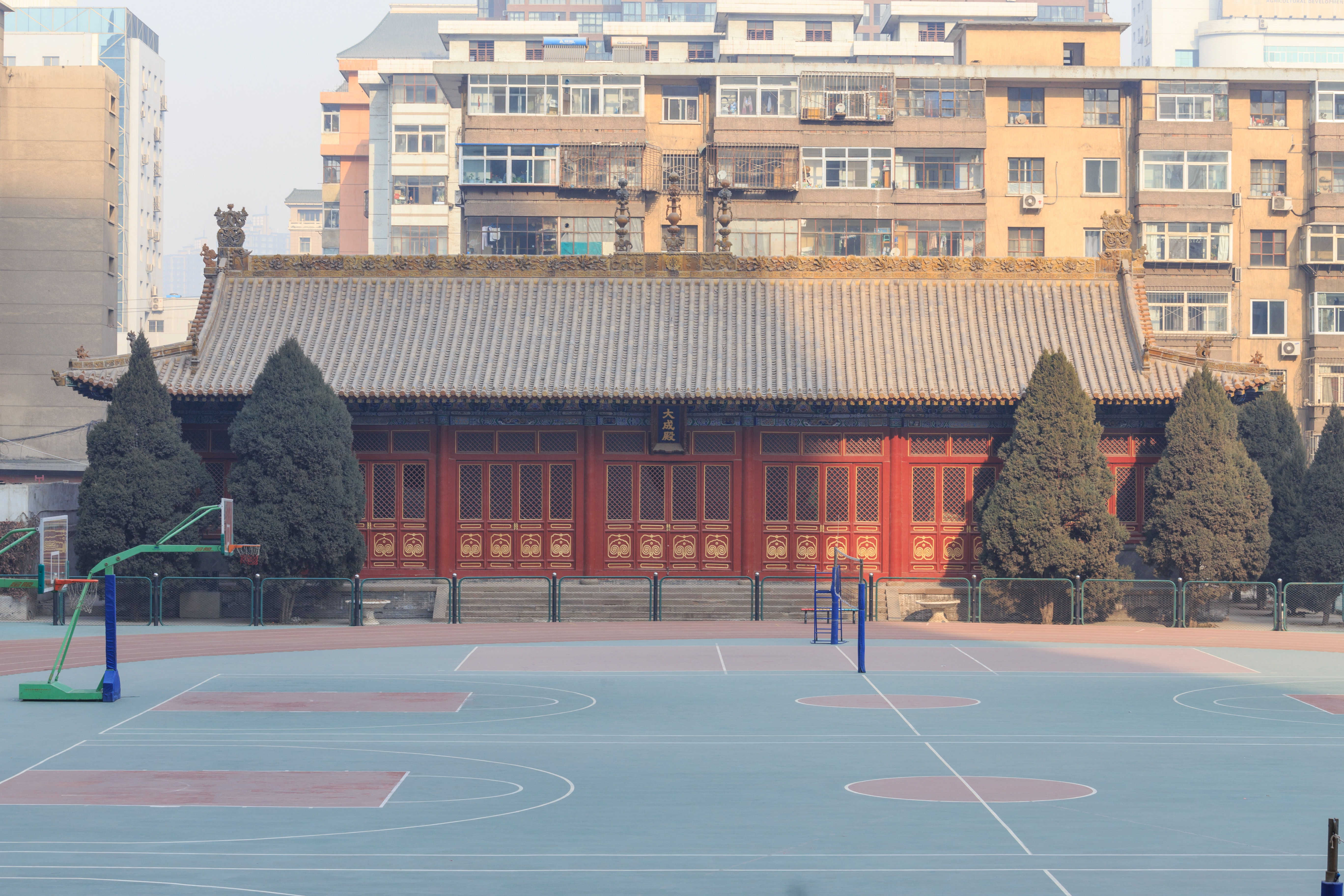
兰州府文庙大成殿